# Autocar

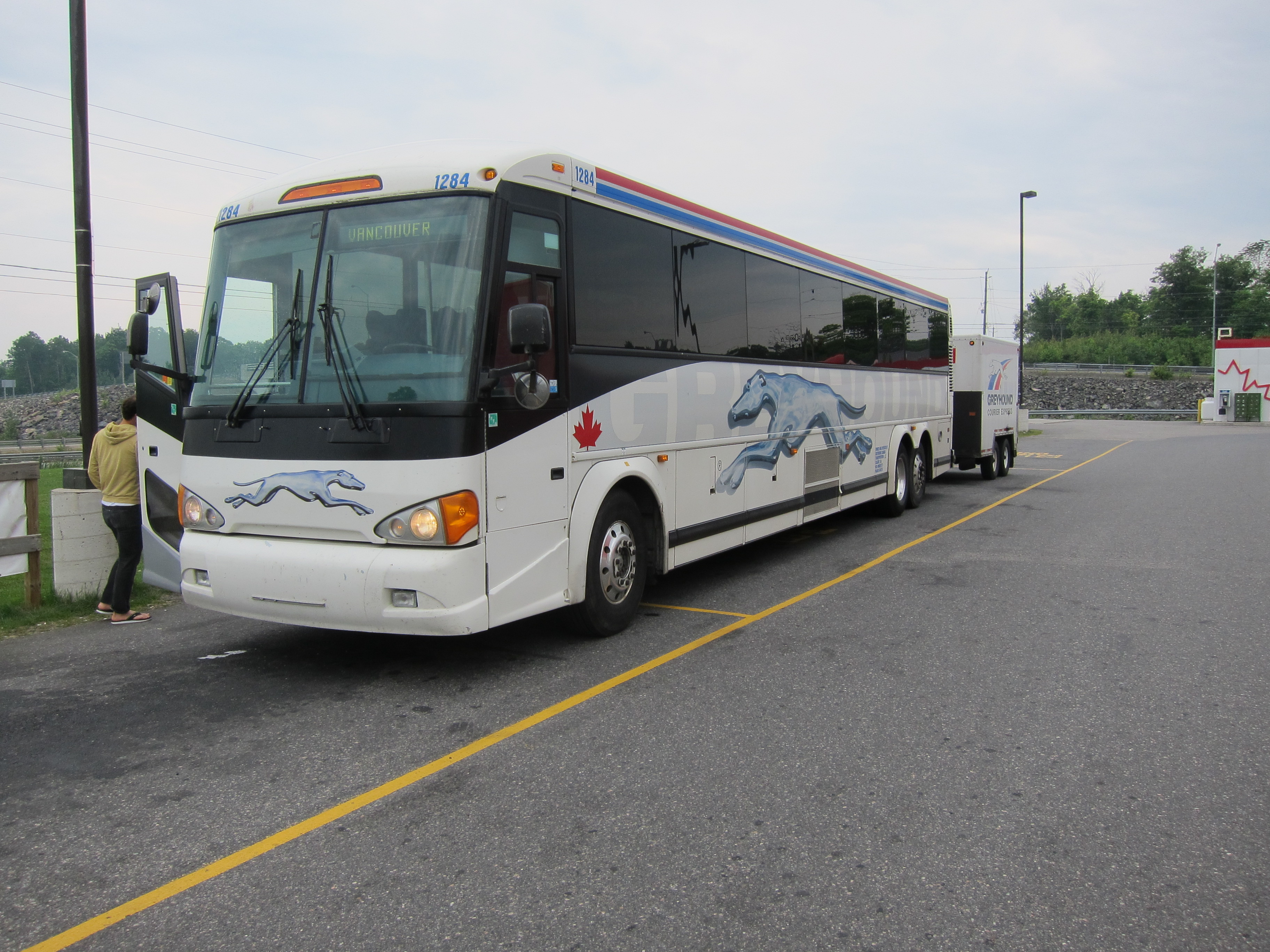
Autocar care circulă între Toronto și Vancouver

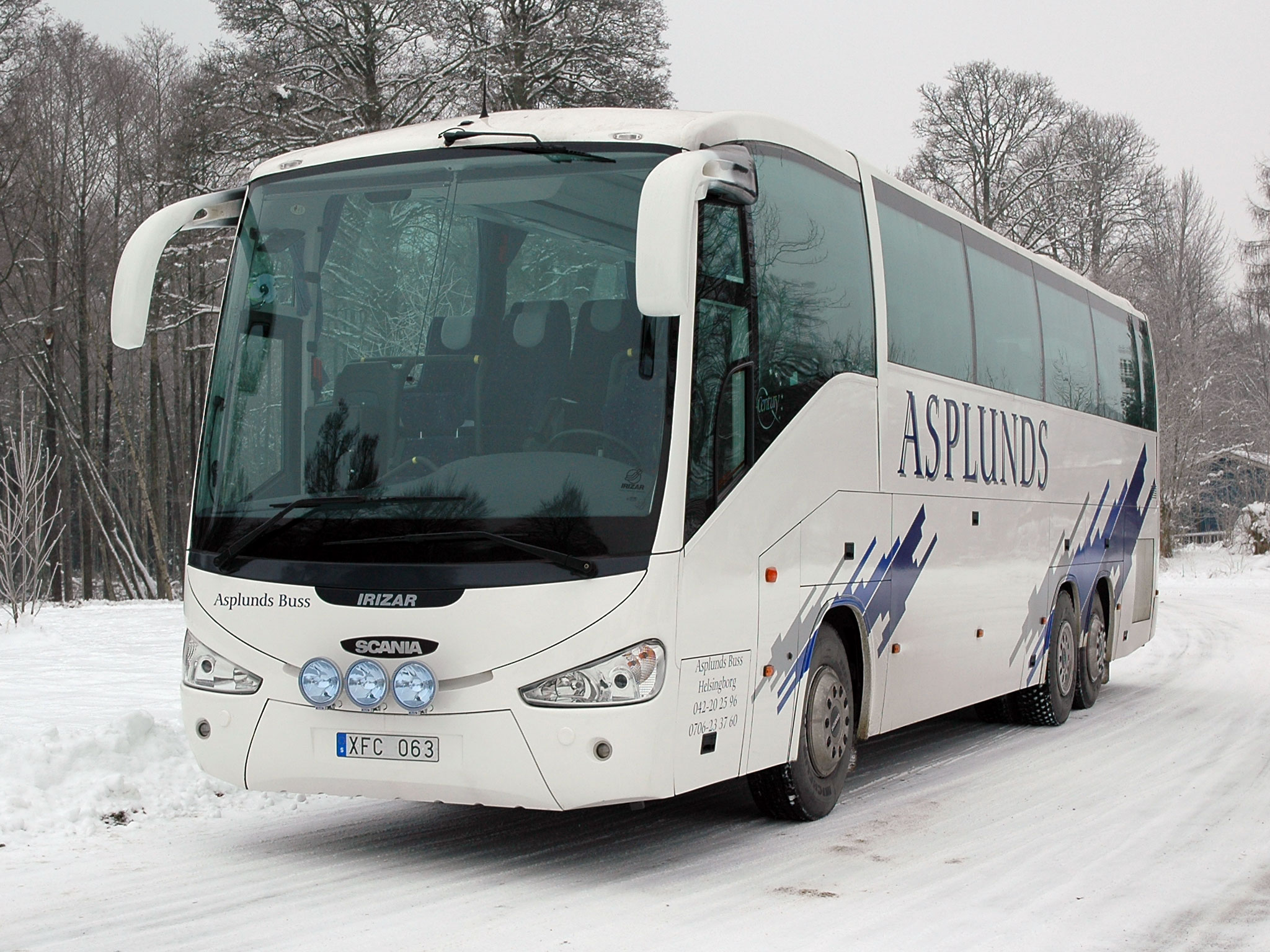
Autocar Scania în Suedia

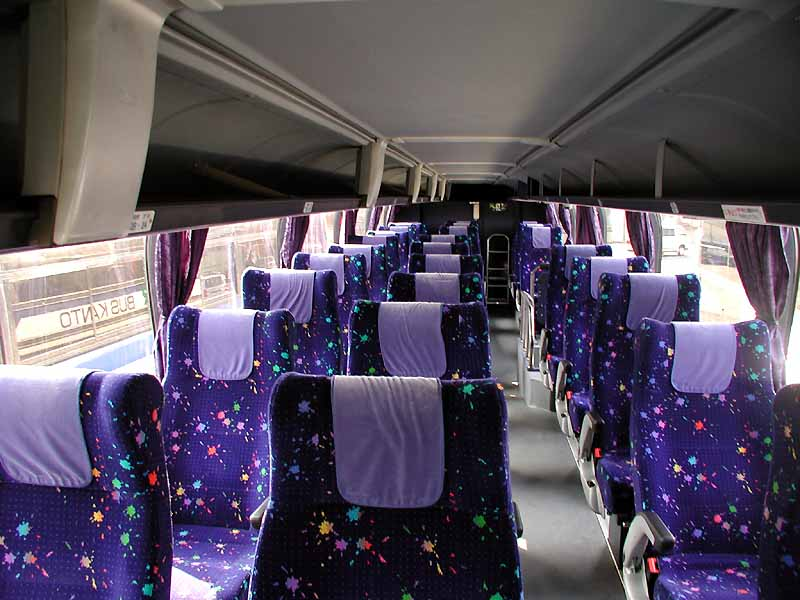
Interiorul unui autocar (business class)

Autocarul este un autobuz cu grad sporit de confort, folosit de obicei pentru excursii sau transport pe distanțe mari.

## Fabricare
Autocarele, cum ar fi autobuzele, pot fi construite integral de către producătorii integrați sau cu un șasiu separat constând doar dintr-un motor, roți și cadru de bază ce pot fi livrate la o fabrică de caroserii pentru a fi adăugat un corp. Un număr mic de autocare sunt construite cu corpuri monococice fără cadru de șasiu. Printre producătorii integrați (cei mai mulți dintre care oferă și șasiu) sunt Autosan, Scania, Fuso și Alexander Dennis. Furnizorii principali de caroserie (dintre care unii își pot construi propriul șasiu) sunt Van Hool, Neoplan, Marcopolo, Irizar, MCI, Prevost, Volvo și Designline.